# Bob Graham
Daniel Robert Graham (Coral Gables, 9 de noviembre de 1936-Gainesville, 16 de abril de 2024) fue un político estadounidense afiliado al Partido Demócrata.

## Carrera
Fue senador por Florida desde 1987 hasta 2005. Desde 1979 hasta ese 1987 fue gobernador de ese estado. También fue precandidato para las elecciones presidenciales de 2004, pero se retiró en octubre de 2003, y apoyó a John Kerry.
En 2011, publicó su primera novela, titulada The Keys to the Kingdom.